# Bahnstrecke Kutná Hora–Zruč nad Sázavou
| Kursbuchstrecke (SŽ): | 235                  |                                                       |                                                       |
| Streckenlänge: | 35,865 km            |                                                       |                                                       |
| Spurweite: | 1435 mm (Normalspur) |                                                       |                                                       |
| Streckenklasse: | C3                   |                                                       |                                                       |
| Streckengeschwindigkeit: | 60 km/h              |                                                       |                                                       |
| |                      |                                                       |                                                       |
| \| \| \| von Děčín-Prostřední Žleb (vorm. ÖNWB) \| \| \| \| 287,670 \| Kutná Hora hlavní nádraží \| Kutná Hora hlavní nádraží \| \| \| \| nach Znojmo (–Wien Nordwestbf) (vorm. ÖNWB) \| \| \| \| 287,643 0,000 \| Kutná Hora hlavní nádraží Gleis 11a \| Kutná Hora hlavní nádraží Gleis 11a \| \| \| 1,40 \| Kutná Hora-Sedlec \| Kutná Hora-Sedlec \| \| \| 2,703 \| Kutná Hora město \| Kutná Hora město \| \| \| 4,753 \| Kutná Hora předměstí \| Kutná Hora předměstí \| \| \| 6,960 \| Poličany \| Poličany \| \| \| 9,892 \| Malešov \| Malešov \| \| \| 12,171 \| Bykáň \| Bykáň \| \| \| 12,80 \| Týniště \| Týniště \| \| \| 14,175 \| Krasoňovice \| Krasoňovice \| \| \| 15,589 \| Bahno \| Bahno \| \| \| 16,80 \| Předbořice \| Předbořice \| \| \| 17,748 \| Červené Janovice (ehem. Bf) \| Červené Janovice (ehem. Bf) \| \| \| 18,567 \| Černíny \| Černíny \| \| \| 20,151 \| Štipoklasy \| Štipoklasy \| \| \| 22,212 \| Zbraslavice \| Zbraslavice \| \| \| 26,891 \| Hodkov \| Hodkov \| \| \| 28,050 \| Hodkov zastávka \| Hodkov zastávka \| \| \| 31,40 \| Želivec \| Želivec \| \| \| \| von Kácov (vorm. LB Swětla–Ledeč–Kácow) \| \| \| \| 35,865 \| Zruč nad Sázavou \| Zruč nad Sázavou \| \| \| \| nach Světla nad Sázavou (vorm. LB Swětla–Ledeč–Kácow) \| \| |                      |                                                       |                                                       |
| Strecke |                      | von Děčín-Prostřední Žleb (vorm. ÖNWB)                | von Děčín-Prostřední Žleb (vorm. ÖNWB)                |
| Bahnhof | 287,670              | Kutná Hora hlavní nádraží                             | Kutná Hora hlavní nádraží                             |
| Abzweig geradeaus und nach links |                      | nach Znojmo (–Wien Nordwestbf) (vorm. ÖNWB)           | nach Znojmo (–Wien Nordwestbf) (vorm. ÖNWB)           |
| Spitzkehrbahnhof links | 287,643 0,000        | Kutná Hora hlavní nádraží Gleis 11a                   | Kutná Hora hlavní nádraží Gleis 11a                   |
| Haltepunkt / Haltestelle | 1,40                 | Kutná Hora-Sedlec                                     | Kutná Hora-Sedlec                                     |
| Bahnhof | 2,703                | Kutná Hora město                                      | Kutná Hora město                                      |
| Haltepunkt / Haltestelle | 4,753                | Kutná Hora předměstí                                  | Kutná Hora předměstí                                  |
| Haltepunkt / Haltestelle | 6,960                | Poličany                                              | Poličany                                              |
| Bahnhof | 9,892                | Malešov                                               | Malešov                                               |
| Haltepunkt / Haltestelle | 12,171               | Bykáň                                                 | Bykáň                                                 |
| Haltepunkt / Haltestelle | 12,80                | Týniště                                               | Týniště                                               |
| Haltepunkt / Haltestelle | 14,175               | Krasoňovice                                           | Krasoňovice                                           |
| Haltepunkt / Haltestelle | 15,589               | Bahno                                                 | Bahno                                                 |
| Haltepunkt / Haltestelle | 16,80                | Předbořice                                            | Předbořice                                            |
| Dienststation / Betriebs- oder Güterbahnhof | 17,748               | Červené Janovice (ehem. Bf)                           | Červené Janovice (ehem. Bf)                           |
| Haltepunkt / Haltestelle | 18,567               | Černíny                                               | Černíny                                               |
| Haltepunkt / Haltestelle | 20,151               | Štipoklasy                                            | Štipoklasy                                            |
| Bahnhof | 22,212               | Zbraslavice                                           | Zbraslavice                                           |
| Haltepunkt / Haltestelle | 26,891               | Hodkov                                                | Hodkov                                                |
| Haltepunkt / Haltestelle | 28,050               | Hodkov zastávka                                       | Hodkov zastávka                                       |
| Haltepunkt / Haltestelle | 31,40                | Želivec                                               | Želivec                                               |
| Abzweig geradeaus und von rechts |                      | von Kácov (vorm. LB Swětla–Ledeč–Kácow)               | von Kácov (vorm. LB Swětla–Ledeč–Kácow)               |
| Bahnhof | 35,865               | Zruč nad Sázavou                                      | Zruč nad Sázavou                                      |
| Strecke |                      | nach Světla nad Sázavou (vorm. LB Swětla–Ledeč–Kácow) | nach Světla nad Sázavou (vorm. LB Swětla–Ledeč–Kácow) |

Die Bahnstrecke Kutná Hora–Zruč nad Sázavou ist eine regionale Eisenbahnverbindung in Tschechien, die ursprünglich als landesgarantierte Lokalbahn Sedletz–Kuttenberg–Zruč (auch Kuttenberger Lokalbahn; tschech.: Místní dráha Sedlec–Hora Kutná–Zruč) erbaut und betrieben wurde. Sie zweigt in Kutná Hora (Kuttenberg) von der Bahnstrecke Wien–Děčín-Prostřední Žleb ab und führt nach Zruč nad Sázavou, wo sie in die Bahnstrecke Kácov–Světlá nad Sázavou einmündet.

## Geschichte
Am 23. Januar 1882 wurde der „Firma Michael B. Teller in Prag das Recht zum Baue und Betriebe einer als normalspurige Localbahn auszuführenden Locomotiveisenbahn von der Station Kuttenberg der österreichischen Nordwestbahn zur Stadt Kuttenberg mit Schleppbahnen zu den daselbst gelegenen Zuckerfabriken“ erteilt. Teil der Konzession war die Verpflichtung, den Bau der Strecke sofort zu beginnen und binnen sechs Monaten fertigzustellen.

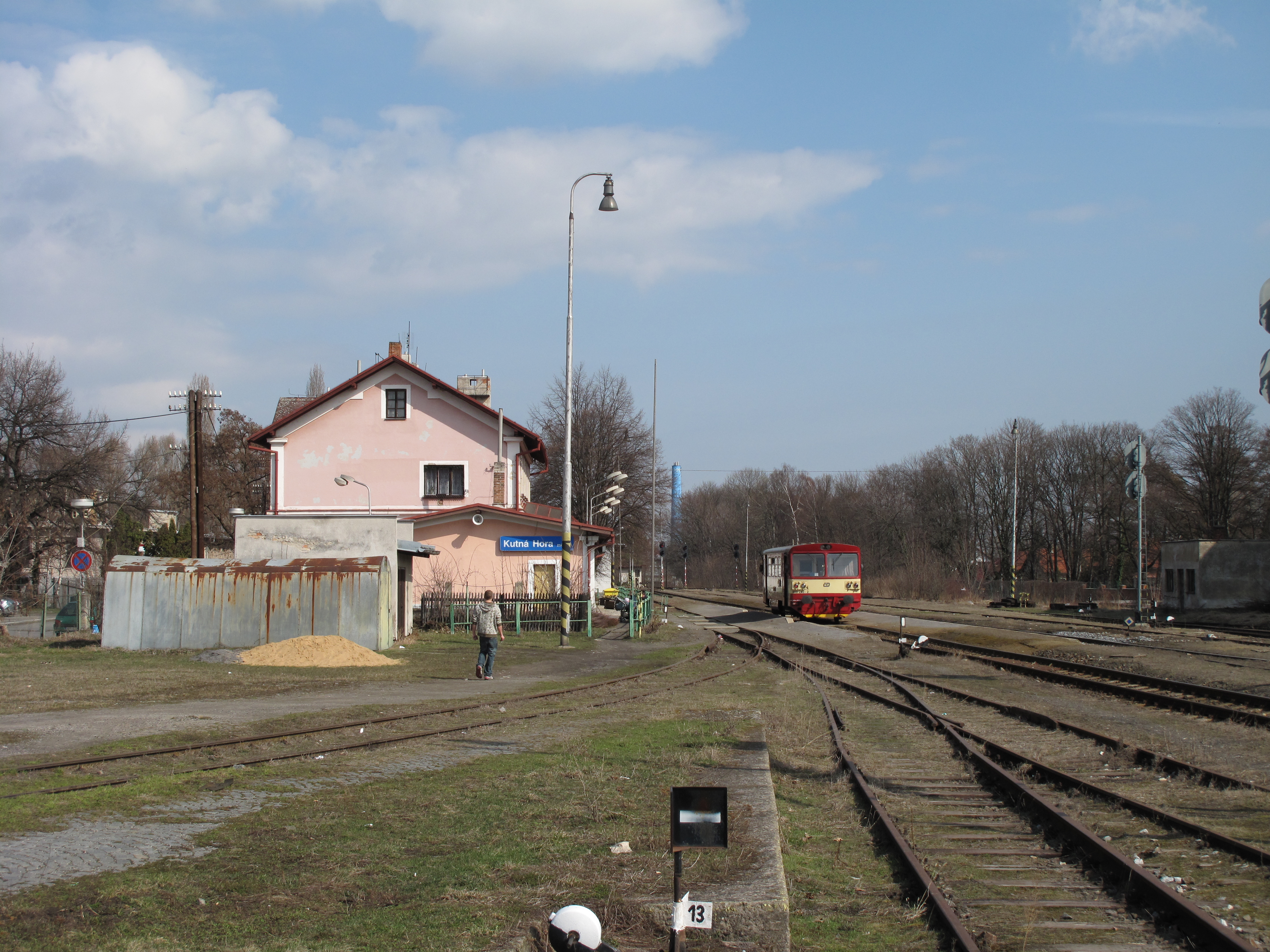
Bahnhof Kutná Hora město (2010)

Am 10. Januar 1883 wurde die Strecke eröffnet. Den Betrieb führte die k.k. priv. Österreichische Nordwestbahn (ÖNWB) für Rechnung der Eigentümer aus.
Am 25. Februar 1904 erhielt die Gesellschaft auch die Konzession für die Fortführung der Strecke bis Zruč.  Am 1. November 1905 wurde dieser Abschnitt  eröffnet. Die Betriebsführung ging gleichzeitig von der zur Verstaatlichung vorgesehenen ÖNWB an die k.k. Staatsbahnen (kkStB) über. Die Gesellschaft firmierte fortan als Lokalbahn Sedletz–Kuttenberg–Zruč.
Das Kapital der Aktiengesellschaft Lokalbahn Sedletz–Kuttenberg–Zruč betrug insgesamt 1.378.000 Kronen. Sie hatte ihren Sitz in Prag.
Nach dem Ersten Weltkrieg übernahmen die neugegründeten Tschechoslowakischen Staatsbahnen (ČSD) die Betriebsführung von den kkStB. Am 1. Januar 1925 wurde die Lokalbahn Sedletz–Kuttenberg–Zruč per Gesetz verstaatlicht und die Strecke wurde ins Netz der ČSD integriert.
Am 1. Januar 1993 ging die Strecke infolge der Auflösung der Tschechoslowakei an die neu gegründete tschechische Staatsbahngesellschaft České dráhy (ČD) über. Seit 2003 gehört sie zum Netz des staatlichen Infrastrukturbetreibers Správa železniční dopravní cesty (SŽDC), heute Správa železnic (SŽ).
Im Jahresfahrplan 2021 wurde die Strecke in einem angenäherten Zweistundentakt von Personenzügen bedient. Weitere Züge verkehren zwischen Kutná Hora hl.n. und Kutná Hora město. Die Reisezeit von etwa 70 Minuten für die 36 Kilometer zwischen Kutná Hora hl.n. und Zruč nad Sázavou entspricht dem Stand der 1930er Jahre.
Im Jahr 2024 begann die Eisenbahnverwaltung mit den Projektvorbereitungen für eine Neutrassierung der Strecke zwischen Kutná Hora hlavní nádraží und Kutná Hora-Sedlec sowie der Elektrifizierung bis Kutná Hora město. Zukünftig sollen direkte Züge von Prag bis Kutná Hora město verkehren, bislang müssen Reisende in Kutná Hora hlavní nádraží umsteigen. Eine Durchbindung scheiterte bislang neben der fehlenden Elektrifizierung vor allem auch an der aus dem 19. Jahrhundert stammenden eigenen Infrastruktur der früheren Lokalbahn im Bahnhof Kutná Hora hlavní nádraží, die keine durchlaufenden Zugfahrten ermöglicht. Eine Realisierung ist ab 2028 im Zusammenhang mit der geplanten Modernisierung des Kutná Hora hlavní nádraží vorgesehen. Ein ähnliches Projekt wurde bereits im Jahr 2014 von der Firma Metroprojekt vorgestellt.

## Fahrzeugeinsatz
Die ÖNWB beschaffte 1885 für die Kuttenberger Lokalbahn zwei dreifachgekuppelte Tenderlokomotiven von Krauss in Linz mit den Nummern 1087K und 1088K. Als der Betriebsvertrag mit der Lokalbahngesellschaft 1905 endete, kamen die Lokomotiven noch zur Lokalbahn Polna-Stecken–Polna Stadt. Die kkStB gab ihnen später die Nummern 96.05 und 96.06. Die ČSD bezeichnete sie 1924 als 300.501 und 300.502, musterte sie allerdings bis 1925 aus.
Die ab 1905 betriebsführende kkStB beschaffte auf Rechnung der Lokalbahn Sedletz–Kuttenberg–Zruč eine Lokomotive der kkStB-Reihe 178, eine der kkStB-Reihe 99 und zwei der kkStB-Reihe 97. Die Lokomotiven besaßen die Betriebsnummern 178.114, 99.69, 97.224 und 97.242.